# Joseph Dietzgen
Joseph Dietzgen (Blankenberg, 9 december 1828 – Chicago, 15 april 1888) was een Duitse leerlooier en autodidactische, socialistische filosoof, die min of meer onafhankelijk van Karl Marx en Friedrich Engels een theorie van dialectisch materialisme ontwikkelde.

## Levensloop
Dietzgen werd in 1828 geboren in Blankenberg, nabij Siegburg. Na de lagere school bezocht hij korte tijd de Bürgerschule en de Lateinschule, die hij niet geheel doorliep. Hij werd leerlooier, net als zijn vader, en las in zijn vrije tijd Goethe, Schiller, economische werken, socialistische geschriften, Aristoteles, Kant, Fichte en Franse filosofen.
In het revolutiejaar 1848 werd Dietzgen, toen woonachtig te Uckerath, politiek actief. Hij las stukken van Marx in de Neue Rheinische Zeitung en constateerde grote ideologische tegenstellingen tussen de Duitse burgerij en arbeidersklasse. Het repressieve klimaat werd hem echter te veel, en hij vertrok in juni 1849 naar de Verenigde Staten. Daar werkte hij als leerlooier, leraar en schilder. Hij leidde een zwervend bestaan en keerde uiteindelijk in 1851 terug naar Duitsland, waar hij in 1853 trouwde. Het jaar daarvoor was hij lid geworden van de Bond der Communisten.
Terug in Uckerath begon Dietzgen een eigen zaak, die tegelijk leerlooierij, bakkerij en kruidenierszaak was. In 1855 schreef hij een boek over de moraal. Hij stuurde het manuscript naar Ludwig Feuerbach, maar gaf het werk niet uit; de tekst is verloren gegaan.
In 1859 besloot Dietzgen opnieuw naar de VS te vertrekken. Aldaar begaf hij zich in communistische kringen. In 1861 publiceerde Dietzgen zijn eerste bewaard gebleven artikel, "Schwarz oder Weiß?", over de slavernij. Datzelfde jaar keerde hij ook weer terug naar Duitsland, waar hij zijn vaders leerlooierij overnam.
Van 1864 tot 1868 woonde Dietzgen opnieuw in het buitenland, toen in Sint-Petersburg, waar hij de staatsleerlooierij succesvol moderniseerde. Vanaf 1867 stond hij in contact met Karl Marx, die hij in 1869, terug in Duitsland, voor het eerst ontmoette. Dietzgen woonde toen in Siegburg, waar hij een sectie van de Eerste Internationale organiseerde en actief was in de Sozialdemokratische Arbeiterpartei (SDAP) van August Bebel en Wilhelm Liebknecht, een van de voorlopers van de SPD. Ook schreef hij veel in socialistische kranten. Met praktische politieke problemen hield hij zich weinig bezig: hij was vooral bezig zijn eigen ideeën en die van Marx uiteen te zetten en uit te bouwen.
In 1878 werd Dietzgen gearresteerd wegens opruiing en zat hij drie maanden vast; niet lang daarna zou de Socialistenwet in werking treden. Dietzgen werd uiteindelijk vrijgesproken, maar zijn brochure "Die Zukunft der Sozialdemokratie" werd in beslag genomen.
Economische overwegingen dwongen Dietzgen zijn heil andermaal in Amerika te zoeken. In 1884 vertrok hij naar Hoboken bij New York; in 1886 verhuisde hij naar Chicago. Al snel na zijn aankomst in Chicago brak daar een grote staking uit van voornamelijk anarchistische socialisten en syndicalisten, die pleitten voor een achturige werkdag en tegen politierepressie. De staking werd bloedig neergeslagen en de leiding van de plaatselijke arbeidersbeweging verdween in het gevang; acht mannen werden zonder bewijs ter dood veroordeeld; vijf van hen vonden daadwerkelijk de dood (Haymarket-affaire). Dietzgen bood aan de redactie van drie anarchistische kranten op zich te nemen. Deze daad kwam hem op vreemde blikken van zijn marxistische kameraden te staan, maar Dietzgen liet zich aan interne ruzies niets gelegen liggen.
In 1888 overleed Dietzgen, 59 jaar oud. Hij ligt begraven op Waldheim, een begraafplaats nabij Chicago voor Duitse emigranten, slechts enkele meters naast de ter dood gebrachte leiders van '1886'.

## Filosofie
Dietzgen formuleerde, op basis van Marx en Feuerbach, een wereldbeschouwing voor de opkomende arbeidersbeweging. Zijn filosofie is dialectisch en monistisch, in de zin dat Dietzgen het geheel van de werkelijkheid (das Weltall) en de ontwikkeling daarin bestudeerde, en niet afgebakende deelgebieden daarin. Hij verwierp metafysica en religie. 
In het leerproces van de arbeidersklasse bewijst Dietzgen dat arbeiders zichzelf kunnen scholen en dit proces theoretisch onder woorden kunnen brengen. Als klasse kunnen de arbeiders zelf de wereld, de politiek en het productieproces leren begrijpen. Bij Dietzgen vallen maatschappelijk bewustzijn en groeiend zelfbewustzijn van de arbeidersklasse samen. Door dit laatste niet slechts te begrijpen, maar ook schriftelijk uit te drukken, wil Dietzgen ingrijpen in het bewustzijn van de arbeiders. Zijn werk poogt aldus een fundament voor het zelfbewustzijn van de nieuwe klasse te bieden, als verwoording van de mogelijkheid tot welbewuste eigen reflectie op het proces van groeiend zelfbewustzijn.
De ontwikkeling van Dietzgens filosofie is omgekeerd aan die van Marx: waar Marx geschoold was in de klassieke, idealistische dialectiek van Hegel en daar een materialistische variant van formuleerde, begon Dietzgen met materialistische opvattingen waar hij een dialectisch systeem van bouwde. Inhoudelijk leidt Dietzgens inspanning tot de presentatie van een materialistische dialectiek en een dialectisch-materialistische kennistheorie.